# Вітмайр (Південна Кароліна)
Вітмайр (англ. Whitmire) — місто (англ. town) в США, в окрузі Ньюбері штату Південна Кароліна. Населення — 1390 осіб (2020).

## Географія
Вітмайр розташований за координатами 34°30′15″ пн. ш. 81°36′51″ зх. д. / 34.50417° пн. ш. 81.61417° зх. д. (34.504046, -81.614266).  За даними Бюро перепису населення США в 2010 році місто мало площу 3,20 км², уся площа — суходіл.

## Демографія
Згідно з переписом 2010 року, у місті мешкала 1441 особа в 597 домогосподарствах у складі 382 родин. Густота населення становила 450 осіб/км².  Було 760 помешкань (237/км²).
Расовий склад населення:
| - 77,9 % — білих - 19,3 % — чорних або афроамериканців - 0,7 % — корінних американців - 0,3 % — азіатів |

До двох чи більше рас належало 1,2 %. Частка іспаномовних становила 1,7 % від усіх жителів.
За віковим діапазоном населення розподілялося таким чином: 25,1 % — особи молодші 18 років, 58,7 % — особи у віці 18—64 років, 16,2 % — особи у віці 65 років та старші. Медіана віку мешканця становила 39,5 року. На 100 осіб жіночої статі у місті припадало 95,5 чоловіків;  на 100 жінок у віці від 18 років та старших — 89,0 чоловіків також старших 18 років.
Середній дохід на одне домашнє господарство  становив 36 702 долари США (медіана — 29 375), а середній дохід на одну сім'ю — 42 325 доларів (медіана — 38 359). За межею бідності перебувало 26,7 % осіб, у тому числі 28,7 % дітей у віці до 18 років та 20,6 % осіб у віці 65 років та старших.
Цивільне працевлаштоване населення становило 444 особи. Основні галузі зайнятості: освіта, охорона здоров'я та соціальна допомога — 30,6 %, роздрібна торгівля — 18,9 %, виробництво — 18,5 %.